# Allacciate le cinture! Viaggiando si impara
Allacciate le cinture! Viaggiando si impara (The Magic School Bus, lett. Lo scuolabus magico) è una serie televisiva a cartoni animati statunitense-canadese, prodotta da South Carolina ETV, Nelvana, Scholastic Entertainment, Bardel Entertainment, e PBS Kids e tratta dalla serie di libri di Joanna Cole; si compone di 52 episodi sviluppati in quattro stagioni. In Italia la serie è stata trasmessa nel 1995 su Canale 5.
Nel 2017 ne è stato prodotto un seguito, Il magico scuolabus riparte.

## Trama
Il cartone narra le avventure della signora Frizzle, una maestra, e della sua classe su di uno strano scuolabus, capace di trasformarsi in qualsiasi cosa, portando i bambini nei viaggi più impossibili, come all'interno del corpo umano o nello spazio, allo scopo di mostrare da vicino cosa sia e come funzioni. Al termine di ogni puntata è sempre presente un monologo di un personaggio che completa le informazioni mostrate durante l'episodio.

## Episodi

### Stagione 1
1. Lo scuolabus vede le stelle (Gets Lost In Space)
2. School Bus indigesto / Dentro i cinque sensi (For Lunch)
3. Dentro il corpo umano (Inside Ralphie)
4. Dentro i cibi (Gets Eaten)
5. Dentro le bevande (Hops Home)
6. Non tutto il marcio viene per nuocere / Dentro i rifiuti (Meets The Rot Squad)
7. Dentro l'acquedotto (All Dried Up)
8. Dentro la casa stregata (In The Haunted House)
9. Pronti, attenti... via! (Gets Ready, Set, Dough)
10. Dentro il gioco (Plays Ball)
11. Dentro i semi (Goes To Seed)
12. Dentro i formicai (Gets Ants In The Pants)
13. Dentro l'uragano (Kicks Up A Storm)

### Stagione 2
1. Dentro il vulcano (Blows Its Top)
2. Una questione di muscoli / Dentro i muscoli (Flexes Its Muscles)
3. Dentro la preistoria (The Busasaurus)
4. Creature della notte / Dentro le buone maniere (Going Batty)
5. Dentro gli insetti (Butterfly And The Bog Beast)
6. Dentro l'oceano (Wet All Over)
7. Dentro il frigo (In A Pickle)
8. Motore giù di giri / Non bisogna esagerare (Revving Up)
9. Come volano gli uccelli (Taking Flight)
10. Dentro la centrale elettrica (Getting Energized)
11. Dentro la Terra (Out Of This World)
12. Dentro le malattie (Cold Feet)
13. La verità viene sempre a galla / Sottosopra (Ups And Downs)

### Stagione 3
1. Dentro l'alveare (In A Beehive)
2. Dentro i ghiacci (In The Arctic)
3. Dentro la ragnatela (Spins A Web)
4. Dentro le costruzioni (Under Construction)
5. Dentro le idee geniali (Gets A Bright Idea)
6. Dentro i racconti (Shows And Tells)
7. Il tempo (Makes A Rainbow)
8. Dentro i fiumi (Goes Upstream)
9. Dentro il pericolo (Works Out)
10. Dentro le piante (Gets Planted)
11. Dentro la foresta pluviale (In The Rain Forest)
12. Dentro la musica (Rocks And Rolls)
13. Una vacanza speciale (Holiday Special; speciale televisivo)

### Stagione 4
1. Dentro l'uragano (Meets Molly Cule)
2. Dentro l'uovo (Cracks A Yolk)
3. Dentro il mare (Goes To Mussel Beach)
4. Dentro l'aria (Goes On Air)
5. Le meraviglie della palude / Dentro la palude (Gets Swamped)
6. Dentro il cellulare (Goes Cell-Ular)
7. Dentro il sistema solare (Sees Stars)
8. Dentro l'alimentazione (Gains Weight)
9. Dentro gli odori (Makes A Stink)
10. Responsabilità (Gets Charged)
11. Dentro il computer (Gets Programmed)
12. Dentro la città (In The City)
13. Fate un tuffo! (Takes A Dive)

## Doppiaggio
| Personaggio             | Doppiatore originale | Doppiatore italiano      | Doppiatore italiano   |
| Personaggio             | Doppiatore originale | Doppiaggio originale     | Ridoppiaggio st. 1    |
| ----------------------- | -------------------- | ------------------------ | --------------------- |
| Signora Valerie Frizzle | Lily Tomlin          | Graziella Porta          | ?                     |
| Il produttore           | Malcolm-Jamal Warner | Gabriele Calindri        | Luca Sandri           |
| Carlos Ramon            | Daniel DeSanto       | Roberta Gallina Laurenti | Patrizia Mottola      |
| Phoebe                  | Maia Filar           | Federica Valenti         | Valentina Pallavicino |
| Keesha Franklin         | Erica Luttrell       | Debora Magnaghi          | Martina Felli         |
| Dorothy Ann             | Tara Meyer           | Daniela Fava             | Francesca Bielli      |
| Tim                     | Andre Ottley-Lorant  | Monica Bonetto           | Andrea Oldani         |
| Ralphie Tennelli        | Stuart Stone         | Patrizia Scianca         | Patrizia Scianca      |
| Arnold Perlstein        | Danny Tamberelli     | Marcella Silvestri       | ?                     |
| Wanda Li                | Lisa Yamanaka        | Alessandra Karpoff       | Serena Clerici        |
| Janet                   | Karen Bernstein      | Emanuela Pacotto         | Emanuela Pacotto      |
| Liz                     | Max Beckford         | Pietro Ubaldi            | ?                     |